# سابية
السَّابية هي فصيلة من النباتات المزهرة في رتبة البروطيات وفقًا لنظام APG IV. وهي تتألف من ثلاثة أجناس أشهرها سابيا، تضم 66 نوعًا معروفًا مهدها من المناطق الاستوائية إلى المناطق المعتدلة الدافئة في جنوب آسية والأمريكتين.